# 极限竞速 地平线2
《极限竞速 地平线2》是2014年在Xbox One和Xbox 360平臺上發布的一款競速遊戲，本作為《極限競速 地平線》的續作，為極限競速系列的第七個作品。Xbox One版本由初代《極限競速 地平線》開發商遊樂場遊戲工作室開發，而Sumo Digital負責開發Xbox 360版本，極限競速系列開發商Turn 10 Studios則協助兩個工作室開發本作的雙版本。本作亦是極限競速系列中最後一款支援Xbox 360的作品。本遊戲獲得許多遊戲評論家的好評。而續作《極限競速 地平線3》發行於2016年9月27日。

## 備註
1. ↑  额外开发工作由Turn 10 Studios完成，Xbox 360版本移植工作由Sumo Digital负责。